# ジョウカイボン
ジョウカイボン（浄海坊） Lycocerus suturellus (Motschulsky, 1860) はジョウカイボン科の昆虫の1つ。この科を代表する昆虫で、細長い黄褐色の柔らかな甲虫。春から夏に出現し、日本全国に見られる普通種である。

## 特徴
体長15mm内外の甲虫。全体に灰黄色の柔らかな毛が一面に生えている。体色は基本的には黒だが頭部の一部、触角、前胸背の周辺部、前翅、それに歩脚の大部分が黄褐色なので、黄褐色の印象が強い。ただし時に黒化した個体が出現し、種の判断を迷わせる。頭部は両端にある複眼の間がややくぼんでおり、前半はやや大きな点刻がまばらにあり、後半は小さな点刻が密にある。触角は細長い糸状で、第2節が一番短い。前胸背はほぼ四角形をしており、前側が僅かに狭まっている。その背面の後半部がやや盛り上がっており、その中央に1本の縦溝がある。前翅は閉じた状態では前胸背よりやや幅広く、両側はほぼ並行になっている。その表面は全体に粗い点刻と小さな顆粒状の突起をまばらにつけ、黄色の短い毛の合間に黒い直立した毛が生えている。
雌雄の区別は一目では分かりにくいが、雌では第1、第2脚の爪の内側に小さな歯があり、雄では触角の第4節から第8節にかけて長い溝があり、また第3脚の脛節が湾曲している。
幼虫は背面は灰褐色をしており、短い毛を一面に密生しているのでビロード状となっている。尾突起はなく、前胸の背面に1対の白っぽい小さな斑紋があり、また中胸と後胸の背面には1対の暗色の斑紋がある。
ジョウカイボンの名は由来不明と言われることが多いが、伊沢(2006)には平清盛との関連であるとの説が紹介されている。それによるとジョウカイボンは漢字では浄海坊と書き、これは平清盛のことであり、清盛が高熱で死んだことからこの昆虫に結びつけられたという。ただし本種には毒性などはなく、しかし似た姿の昆虫であるカミキリモドキはその体液が皮膚につくと水ぶくれを起こすことがあり、これが混同されたらしい。さらに水ぶくれからやけどという連想が起きて、高熱のイメージから清盛に結びついたという。ともかく誤解が重なってのもの、ということである。

## 生態など
体は柔らかいが肉食性で他の小型昆虫などを捕食する。広葉樹の葉の上や花で見かけられ、活発に飛翔する。
成虫は5月頃から出現し、土の中に卵をかためて生み付ける。卵は10日あまりで孵化し、幼虫は地表を歩きまわって昆虫などの小動物を捕食する。秋には終齢に達し、幼虫で越冬し、翌年4月頃に石や苔の下などで蛹化する。

## 分布
普通種で、北海道、本州、四国、九州、利尻島、佐渡、対馬に分布する。この類ではもっとも普通に見られるものである。

## 類似種など
本種の含まれるジョウカイボン属のものとして黒澤他(1985)には本種を含めて12種が取り上げられているが、おおむね体色で判別できる。ただしクロジョウカイ A. attrisatus はその名の通り前翅が黒いのであるがその色彩変異は幅広く、前翅がほぼ黄褐色のものがあり、本種との区別は細部によらねばならない。本種も地域によっては前翅が黒くなったものが出現する。なお、日本産ジョウカイボン科チェックリストにはこの属のものとして49種もが掲載されており、分類は難しそうである。
他にキンイロジョウカイ属 Themus のものも本種にやや似ているが、おおむね体色で判別できる。よく見られるキンイロジョウカイ T. episocopalis は本種より一回り大きくて前翅が鈍い金属光沢を持っている。

### 下位分類
以下のような亜種がある。
- 基亜種 L. suturellus suturellus (Motschulsky, 1860)　北,礼,利,本(東北)
- 中部亜種 L. suturellus honshuensis (Yajima et Nakane, 1969)　本(東北,中部),佐
- 近畿亜種 L. suturellus insturellus (Yajima et Nakane, 1969)　本(東海,近畿),四
- 神奈川亜種 L. suturellus izuensis (Okushima et M. Sato, 2000)  本(神奈川)
- 日光亜種 L. suturellus nikkoensis (Yajima et Nakane, 1969)　本(日光)